# Athlone
Athlone (forma anglicizzata) o Baile Átha Luain (in irlandese, lett. "guado di Luan") è una cittadina della Repubblica d'Irlanda, situata sulle sponde del fiume Shannon, sulla punta meridionale del Lough Ree. Dista 130 km da Dublino ed è considerata il punto centrale geografico dell'isola d'Irlanda.
Curiosità particolare è il fatto che la cittadina non fa parte di una contea ben definita. Formalmente, infatti, viene amministrata dal Westmeath, ma buona parte invade il limitrofo Roscommon ad ovest.
Ha una popolazione di poco superiore a quella della propria county town Mullingar.

## Storia
Nel cuore di Athlone, geograficamente e storicamente, è posto il castello, che sintetizza in maniera adeguata la storia della città, caratterizzata da guerre per la sua posizione strategica: la sua posizione su un importante guado dello Shannon, permetteva un facile accesso alle fertili midlands irlandesi.
Nel 1001 Brian Bóruma portò le sue truppe da Kincora fino ad Athlone, navigando per lo Shannon dal Lough Derg.
Nel XII secolo fu costruito un ponte, e successivamente Turloch Mor O Conor fece erigere sulla sponda occidentale un forte per proteggerlo. Sia il ponte che il forte furono attaccati numerosissime volte successivamente, a tal punto da costringere gli Anglo-Normanni a disporre ingenti fortificazioni.
La posizione centrale e strategica di Athlone non passò inosservata alla corona inglese durante le guerre elisabettiane, che voleva spostare il delegato reale in Irlanda nella cittadina da Dublino.
Nella prima battaglia di Athlone, nel 1690 le forze giacobite del colonnello Richard Grace respinse un attacco di 10.000 uomini guidati dal Comandante Douglas, per soccombere un anno dopo nell'assedio di Athlone, dove le truppe di Guglielmo III riuscirono, in numero nettamente superiore, a prendere la città.
Nella parte occidentale della cittadina è conservata perfettamente un'antica casa dell'era della Great Famine, chiamata oggi St Mary's Hall e spesso luogo di importanti attività sociali. Vicinissimo all'edificio, c'è anche l'importante abbazia medievale.

## Economia
Athlone è l'epicentro di tutta l'attività commerciale e industriale delle Midlands irlandesi.
Negli ultimi anni l'economia della città ha conosciuto inoltre un esponenziale sviluppo, dovuto soprattutto alla presenza di importanti industrie nel campo manifatturiero (Athlone Extrusions) della telefonia (Ericsson), e della medicina (Élan).
Discreto il turismo: la città, molto gradevole e curata, ma soprattutto centro nevralgico dei trasporti irlandesi, attira molti visitatori sulle sponde dello Shannon a scattare foto alla chiesa di Saint Peter e al waterfront urbano.

## Infrastrutture e trasporti

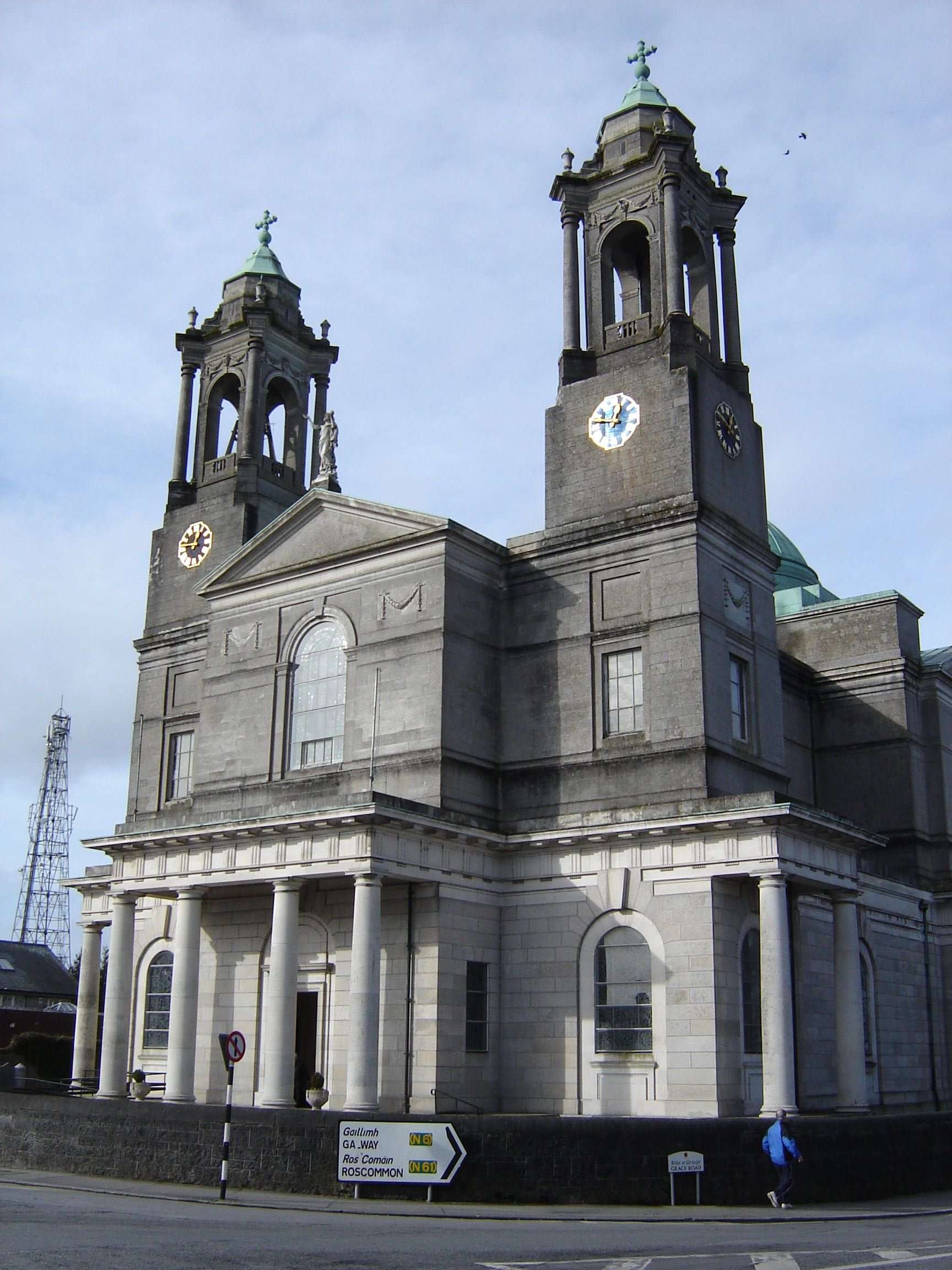
Chiesa di San Pietro e Paolo

Grazie alla favorevole posizione geografica, che la colloca proprio al centro dell'isola, Athlone è ottimamente servita dal punto di vista dei trasporti sia a livello locale che nazionale.
Servizi di autobus pubblici e privati operano da e per Athlone: in particolare, la Bus Éireann fornisce collegamenti giornalieri verso Dublino e Galway.
Athlone è inoltre crocevia della linea ferroviaria che connette sempre le città di Dublino e Galway.
La città dista 78 miglia (126 km) dall'Aeroporto Internazionale di Dublino, 140 miglia (224 km) dall'Aeroporto di Cork e 82 miglia (131 km) dall'Aeroporto Internazionale di Shannon.

## Sport

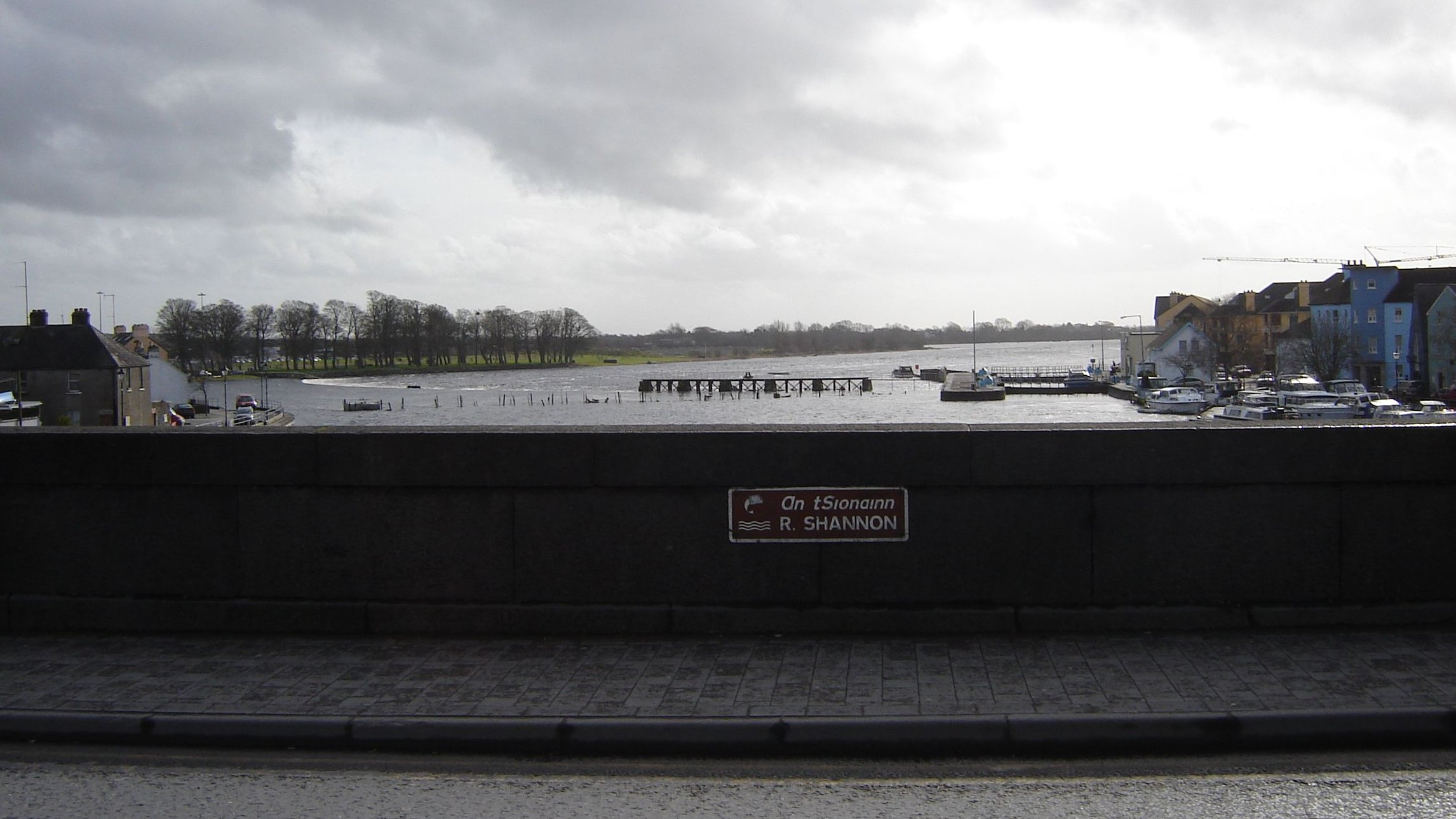
Shannon ad Athlone

L'Athlone Golf Club e il Glasson Golf & Country Club sono due eccellenti percorsi per gli amanti del golf; la città è inoltre vicina ad altri importanti "courses", fra tutti il celebre Mount Temple Golf Club, che ne fa dunque una meta molto ambita per gli amanti di questo sport.
La città è sede della squadra di calcio dell'Athlone Town Football Club vincitrice di due titoli nazionali negli anni '80 del XX secolo.
Nel rugby è presente la squadra dei Buccanneers Rugby Club.
Gli sport gaelici sono ovviamente i più seguiti ad Athlone, in particolar modo l'hurling: la squadra della contea ha vinto nel 2004, per la prima volta nella sua storia, la prestigiosa Leinster final.

## Amministrazione

### Gemellaggi
- Châteaubriant